# Slavljanski glas
Slavljanski glas je bio list Hrvata u Argentini.
Prvi je broj izašao 1891. godine. Izlazio je u Buenos Airesu.